# Nicki Sørensen
Nicki Sørensen   (Hillerød, 14 de maig de 1975) és un ciclista danès, ja retirat, que fou professional del 1999 fins al 2014.
Durant la seva carrera esportiva va prendre part en quatre edicions dels Jocs Olímpics d'Estiu, el 2000, 2004, 2008 i 2012.
En el seu palmarès destaca una victòria d'etapa a la Volta a Espanya de 2005, una altra al Tour de França de 2009 així com quatre campionats nacionals en ruta.
Una vegada retirat passà a exercir de director esportiu, primer al Team Tinkoff-Saxo, darrer equip en què va córrer com a professional. El 2016 fitxà pel Cycling Academy Team. L'octubre de 2016 anuncià el seu fitxatge per l'Aqua Blue Sport i el 2019 tornà a l'Israel Cycling Academy com a director esportiu. El novembre de 2022 es va anunciar que Sørensen deixaria l'equip a finals d'aquell any.
El juny de 2015 va admetre haver-se dopat en els primers anys de la seva carrera.

## Palmarès
- 1999
  - 1r a Lemvig Löbet
  - Vencedor d'una etapa de la Rheinland-Pfalz Rundfahrt
- 2000
  - 1r a la Rund um die Hainleite
  - 1r al Circuit des Mines i vencedor d'una etapa
  - 1r a Lemvig-Holstebro-Lemvig
- 2003
  -  Campió de Dinamarca en ruta
- 2005
  - 1r al Gran Premi d'Obertura La Marseillaise
  - Vencedor d'una etapa de la Volta a Espanya
  - Vencedor d'una etapa del Tour del Mediterrani
- 2008
  -  Campió de Dinamarca en ruta
- 2009
  - Vencedor de la 12a etapa del Tour de França
  - Vencedor d'una etapa a la Volta a Dinamarca
- 2010
  -  Campió de Dinamarca en ruta
- 2011
  -  Campió de Dinamarca en ruta
- 2012
  - 1r al Gran Premi Bruno Beghelli

### Resultats al Tour de França
- 2001. 49è de la classificació general
- 2002. 20è de la classificació general
- 2003. 44è de la classificació general
- 2004. 88è de la classificació general
- 2005. 71è de la classificació general
- 2008. 118è de la classificació general
- 2009. 31è de la classificació general. Vencedor de la 12a etapa
- 2010. 155è de la classificació general
- 2011. 95è de la classificació general
- 2012. 99è de la classificació general

### Resultats a la Volta a Espanya
- 2005. 38è de la classificació general. Vencedor d'una etapa
- 2006. 28è de la classificació general
- 2011. 120è de la classificació general
- 2012. 155è de la classificació general

### Resultats al Giro d'Itàlia
- 2006. 77è de la classificació general
- 2008. 34è de la classificació general
- 2010. 72è de la classificació general